# 青云塔 (黄冈市)
30°26′23″N 114°52′17″E / 30.439811°N 114.871461°E
青云塔，又称安国寺塔、南塔，当地俗称宝塔，位于中华人民共和国湖北省黄冈市黄州区赤壁街道安国寺路宝塔公园内，是一个古塔建筑、湖北省文物保护单位。

## 沿革
青云塔又称文峰塔，始建于明朝万历二年（1574年），清朝道光二十八年（1848年）倒塌，当地人均认为湖北全省风水系于此塔，于是游说鄂籍京官出资，守道陶梁、知府祁宿藻、知县俞昌烈、署县金云门等倡捐重建石塔。当年青云塔重修，几年后，陆建瀛升任两江总督，叶名琛升两广总督，当地均认为是有此塔庇护。清光绪三年（1877年），塔顶因雷震倾圮；光绪五年（1879年）知府英啓劝捐修复。

## 特点
青云塔顶上有一棵韧性很强的大叶朴树，为塔中一绝。塔为七层八边形，为石塔，高43米。底层八面以易经八卦为名，西北乾门为正门，可登顶，为138阶旋转台阶。

## 文物保护情况
1992年12月6日，被湖北省人民政府列入第三批湖北省文物保护单位。
其保护范围为：青云塔及周围一定范围。以青云塔塔基四周为界向外延伸50米，北面至安国寺新大雄宝殿台基，东面至泖湖南端，南面至宝塔公园游泳池北侧，西面至安国寺山门殿西侧山门。
其建设控制地带为：以保护范围为界，四周各向外延伸约30米，北面至安国寺老庙南端，东面至宝塔大道西侧，南面至西湖一路北端，西面至安国寺路西侧。

## 图库

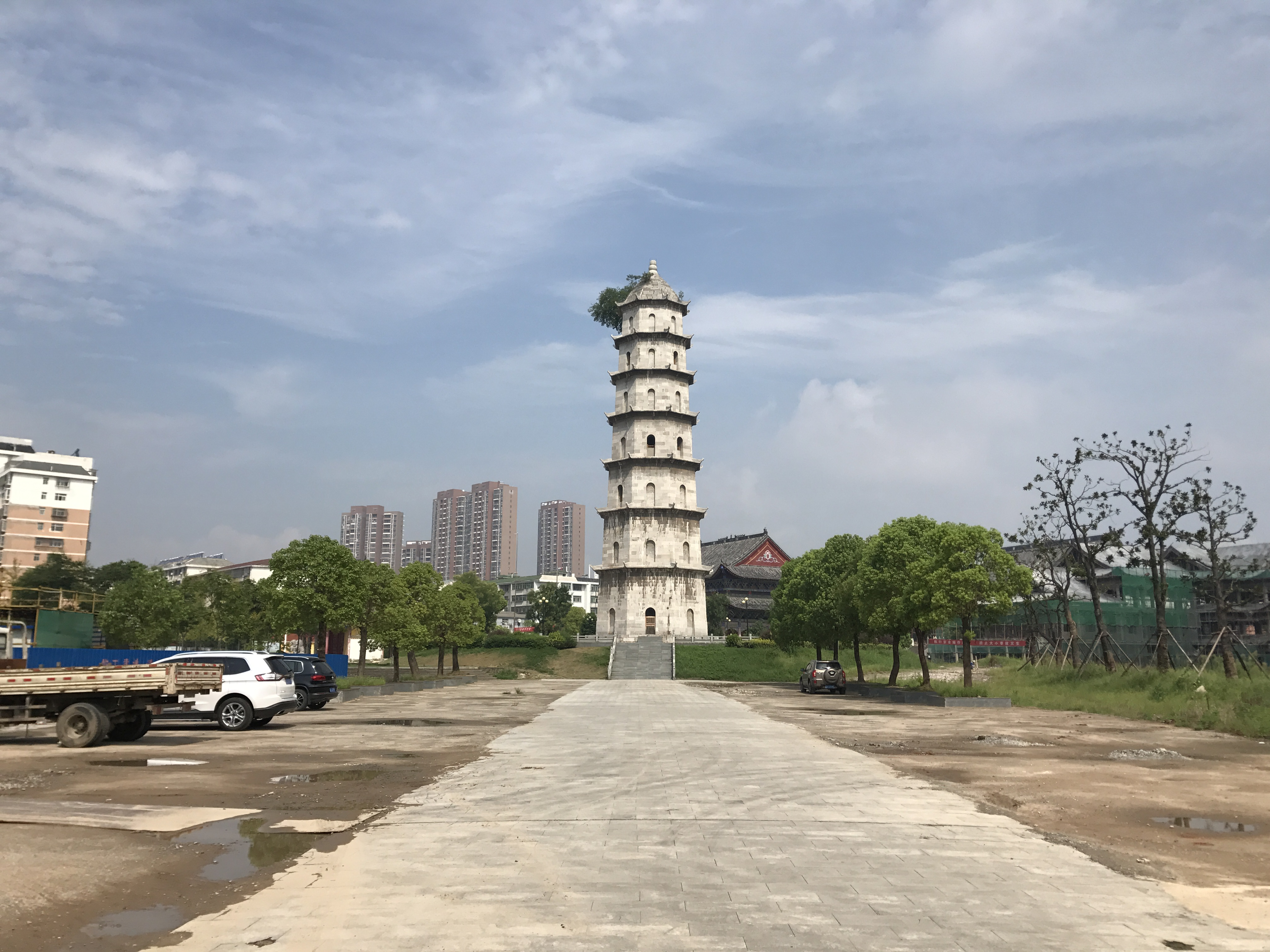
青云塔远景
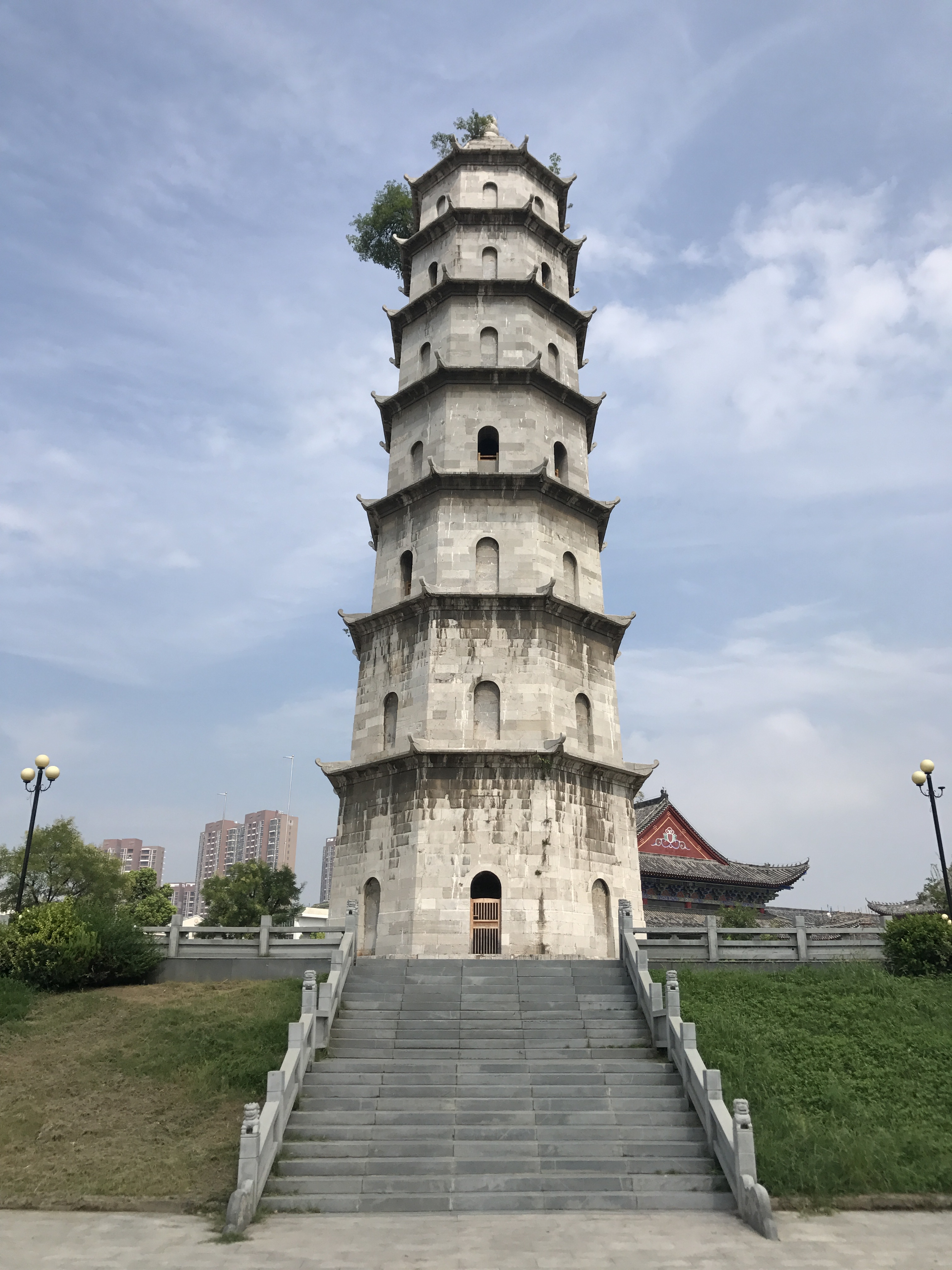
青云塔近景
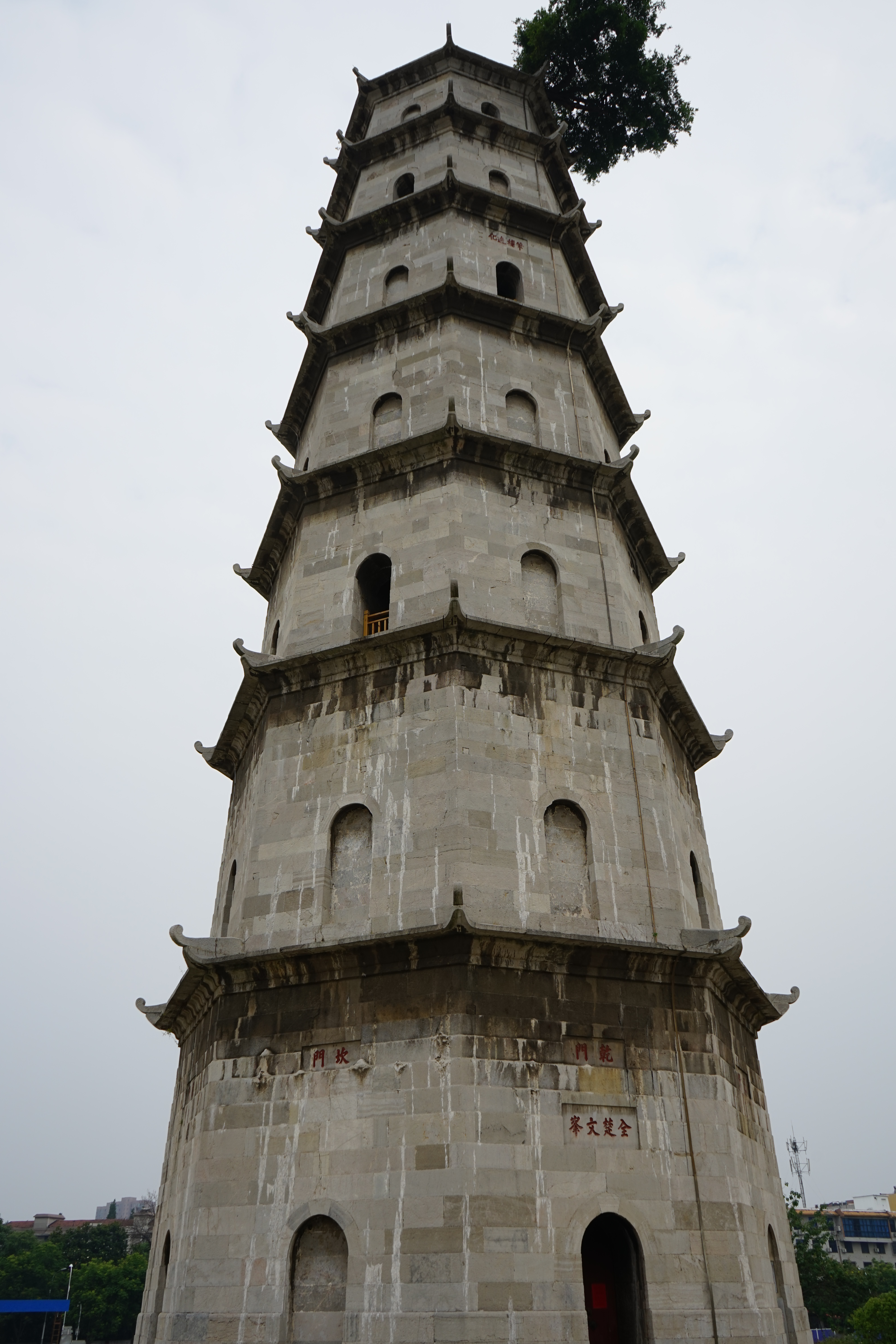
青云塔仰拍